# Ramdal
Ramdal betekent Het Einde van de Muur. Het is het laatste stuk van de lange bergketen de Andram, de Lange Muur in het werk van J.R.R. Tolkien.
Deze bergketen liep van Nargothrond in het westen naar Oost-Beleriand. Bij Ramdal werden de heuvels minder steil en gingen over in een vlakte, die zich uitstrekte tot aan de heuvel Amon Ereb. Deze streek was geruime tijd de woonplaats van Amrod en Amras, de twee jongste zonen van Fëanor. 
De Andram vormde een scheiding tussen het bewoonde noorden en het nagenoeg verlaten zuiden van Beleriand.